# Isobium gibbosum
Isobium gibbosum är en insektsart som beskrevs av Melichar 1906. Isobium gibbosum ingår i släktet Isobium och familjen sköldstritar. Inga underarter finns listade i Catalogue of Life.